# Pseudoeuops guizhouensis
Pseudoeuops guizhouensis es una especie de coleóptero de la familia Attelabidae.

## Distribución geográfica
Habita en China.